# Pisaura quadrilineata
Pisaura quadrilineata là một loài nhện trong họ Pisauridae.
Loài này thuộc chi Pisaura. Pisaura quadrilineata được Hippolyte Lucas miêu tả năm 1838.